# Историја Хрватске у средњем веку
Историја Хрватске у средњем веку обухвата средњовековну историју разних држава и покрајина које су током средњовековног раздобља, од 6. до 15. века, постојале на просторима који се данас налазе у оквирима државних граница савремене Републике Хрватске, са тежиштем на историји оних средњовековних држава и покрајина чији је назив укључивао и појам Хрватске, а то су биле самосталне хрватске државе Кнежевина Хрватска и Краљевина Хрватска, као и потоња угарска круновина Краљевина Далмација и Хрватска.
Средњи век на подручју Хрватске започиње у доба Велике сеобе народа, током које је дошло и до Сеобе Словена. Прве вести о присуству Словена на просторима потоње Хрватске односе се на 6. век, а током 7. века на тим подручјима се појављују и Хрвати. Византијски цар Константин VII Порфирогенит у свом делу „De administrando imperio“ (О управљању царством) пише да су Хрвати у 7. веку по налогу византијског цара Ираклија пресељени у Галицију, како би бранили Византију од Авара, да би потом у другој сеоби дошли на просторе данашње Хрватске. Првих деценија 7. века, распадом родовског уређења и уједињења с остацима Илира и Келта, у једном делу римске провинције Далмације, створен је хрватски савез за борбу против Авара. Средиште тог подручја обухватало је простор између реке Цетине и планине Велебит и у историографији је познато под именом Кнежевина Хрватска. Осим подручја Кнежевине Хрватске, постојало је и подручје Посавске кнежевине, које је до краја 8. века, до победе Франака над Аварима, било под Аварима. Ова два подручја развијала су се потпуно одвојено једно од другога.

## Кнежевина Хрватска
Крајем 8. века, недуго након освајања Паноније и уређења управе у тим областима, Карло Велики 799. године упада у Кнежевину Хрватску, која је под византијском влашћу, и осваја је 803. године након дужег рата. Први познати кнез Хрватске је Вишеслав (око 800. године). Кнежевина Хрватска је од 828. године била подређена краљу Италије. Током владавине кнеза Мислава (835—845), Кнежевина Хрватска је постала поморска сила и сукобила се са Венецијом. Сукоб на мору је окончан 839. године, али не и сукоби на копну. 840. године Млеци нападају неретљанску морнарицу и бивају поражени.
На Кнежевину Хрватску нападају и Бугари под вођством кнеза Бориса, који је водио рат (840—860) против Хрвата с намером проширења своје државе до Јадранског мора. Под вођством кнеза Трпимира (845—864), наследника кнеза Мислава, Кнежевина Хрватска је успешно одбила Бориса. Трпимир је учврстио своју област, па се по франачком примеру окружио жупанима.
У међувремену, Сарацени (арапски гусари) заузимају 840. године Тарент, а касније и Бари, откуда учестало нападају источни део Јадрана. Ти напади су приморали Византију да појача одбрамбене снаге на копну и мору, а да далматинским градовима и острвима 867. године допусти ново војнополитичко уређење и оснивање војноадминистративног округа под именом Далмација. Те године Византија успева и да ослободи и Дубровник послије петнаестомесечне арапске опсаде, али не успева да ослободи Бари.
За време владавине кнеза Домагоја (864—876) у оквиру снага франачког краља Лудовика II, Франци 871. године успевају освојити Бари. Учествовање кнеза Домагоја на страни Франака у ослобађању Барија је узнемирило Византију, која је још током одсуства хрватских снага из Далмације напала и опустошила Неретљане. Током тог раздобља, Кнежевина Хрватска је појачала и организовала своје поморске снаге, што је довело до трајног сукоба с Млетачком републиком. Наиме, препади и гусарски напади на млетачке бродове су учестало ометали пловидбу млетачких бродова, што је опет водило учесталим сукобима и преговорима с Млецима, све док се након пораза код Макарске нису обавезали на плаћање данка хрватском кнезу за слободну пловидбу уз источну обалу Јадранског мора.
Кнез Иљко (876—878), син кнеза Домагоја, почиње полако да се ослобађа утицаја Франака, користећи унутрашњи сукоб Каролинга с Италијом. Под његовим вођством, Хрвати су напали 876. године Карломанове градове на западној истарској обали, одакле их је млетачка морнарица протерала. На копненом делу, на путу између Паноније и Далмације, Хрвати су 876/877. године напали снаге доњопанонског кнеза Коцеља, франачког вазала, и тиме се ослободили франачке врховне власти.
Током владавине кнеза Здеслава (878—879) Далмација је дошла под власт Византије. Уз помоћ папе Јован VIII на власт 879. године, превратом, долази први признати хрватски кнез Бранимир, dux Croatorum, (879—892), који је ослободио Далмацију од византијске власти (осим у градовима и на острвима). Након смрти кнеза Бранимира, за кнеза је био проглашен кнез Мунцимир, млађи брат кнеза Здеслава, и најмлађи син кнеза Трпимира, који је владао Далмацијом од 892. до 910. године.

## Краљевина Хрватска
Зачетник династије Трпимировића је кнез Томислав (910—928), који је чим је наследио кнеза Мунцимира одбио од својих граница Мађаре, који су почели прелазити Драву и проваљивати чак и до Јадрана. Томислав је проширио границе Краљевине Хрватске према северу и тиме препречио пут Мађарима ка мору. Ступио је у савез с Византијом у времену агресивног ширења Бугарске, и на тај начин од византијског цара добио на управу Далмацију. Томислав се 925. године прогласио за краља Хрвата, којег је и признао папа Јован X. Краљевина Хрватска се у 10. веку састојала од 11 жупанија и једне бановине. У свакој жупанији су се налазили и утврђени краљеви градови.
У жељи да разбије савез између Хрватске и Византије, бугарски цар Симеон је 926. године напао Хрватску са снагама на чијем се челу налазио војвода Алогоботура. Упркос јаких бугарских снага, краљ Томислав, који је такође располагао јаким војним јединицама, по наводима цара Константина VII, га је поразио највероватније негде у босанским планинама.
Током владавине Трпимира II (928—935) и Крешимира I (935—945) Хрватска је успела да задржи раније стечену моћ и добре односе с Византијом, али и с папом, док је за Мирослава (945—949) и Крешимира II (949—969. дошло до унутрашњих сукоба за престо, где је бан Прибин убио Мирослава. Током овог времена, Хрватска слаби да се чак и нека њена подручја отцепљују од ње. Иако је краљ Михајло Крешимир II успео донекле обновити хрватску моћ, Византија поновно успоставља своју власт над далматинским градовима и острвима.
Након смрти Крешимира II на престолу га наслеђује његов син Стјепан Држислав (969—997) који негује добре односе с Византијом, па му Византија поновно враћа управу над далматинским градовима и острвима, и он се крунише за краља Хрватске и Далмације. Након смрти краља Стјепана, искористивши унутрашње сукобе настале борбом за власт између Стјепанових синова Светослава, Крешимира и Гојслава, после 10 година мира, ојачана Венеција ускраћује плаћање цеха хрватском краљу и неретљанском кнезу за пловидбу и почиње поновни сукоб с хрватским краљем Светославом Суроњом (997—1000) на мору. Ту заузетост хрватског краља користи и словенски цар Самуило који продире у Хрватску до Задра и безуспешно напада византијске градове у јужном приморју, а далматински градови и острва долазе под млетачку власт. Млетачки дужд Петар Орсеол 1000. године поморском акцијом преотима од Хрвата Далмацију од Крка до Дубровника. Прво су му се предали северна далматинска острва и Задар, а пошто је ојачао своје снаге и романским јединицама из далматинских градова, предају се и Трогир и Сплит, док силом заузима неретљанску Корчулу, Ластово и Биоград. На тај су начин Млеци успоставили власт над поморским градовима на источној обали Јадранског мора, а Петар Орсеол се прозвао dux Dalmatiae.
Унутрашњи сукоби у 10. столећу доводе и до раслојавања хрватског друштва. Жупане замењују краљеве присталице, који добијају земљишне поседе одузете побеђеним великашима и родовима и хрватско друштво добија феудално уређење. Од слободних сељака настају зависни кметови, настањени на поседима феудалних великаша, који уједно и престају бити војници, што слаби војну моћ Хрватске.
Током целог 11. века хрватски краљеви покушавају да врате Далмацију под своју власт. Краљ Крешимир III (1000—1030) успева на северу повратити неке градове, којим је 1018. године Венеција опет овладала, а на југу Крешимир након што је успоставио власт над градовима бива поражен од лангобардског капетана Василија Бојоана. Тада је вероватно Далмација била подељена у два подручја: северно са средиштем у Задру и јужно са средиштем у Дубровнику.
Крешимиров син Стјепан I (1030—1058), стопама свога оца, током своје владавине такође настоји да овлада далматинским градовима. У том циљу успева приволети неретљанског кнеза да уђе у састав хрватске државе после 1050. године. Његова власт стално јача и од малих жупа се успевају створити веће територијалне и управне области, на челу којих се налазе банови у Славонији и Приморју. Средишта жупанија се обликују у утврђене градове на чијем се челу налази жупан.
То стално јачање хрватске државе наставља се и након смрти Стјепана I. Краљ Петар Крешимир IV (1058—1074) бива чињенично и признат од византијског цара за владара далматинских градова, при чему градови задржавају своју самосталност, а краљу плаћају накнаду за мир с делом лучке царине уз обавезу подршке у рату с бродовима. Током владавине краља Петра Крешимира IV, најмоћнијег хрватског владара, Хрватска је овладала великим подручјем. Због његовог допуштања мешања у унутрашње ствари хрватске државе римској курији, с оштрим последицама за глагољаше, долази до поновних унутрашњих сукоба унутар хрватске државе, због којих Хрватска 1060. године губи подручје Мераније у Истри. Крешимир је помогао и устанак балканских Словена 1072. године против византијске власти, након чега се Византија одлучује осветити Крешимиру IV и шаље норманског кнеза Амика који безуспешно врши опсаду Раба 1074. године, али на неки начин успева заробити краља Петра Крешимира IV, због чега долази до нагодбе и Хрватска даје Норманима градове Сплит, Трогир, Биоград, Нин и Задар, откуда их већ следеће године протерава Венеција.
Након смрти краља Петра Крешимира IV на престо, посредством папе Гргура VII, долази бивши бан Дмитар Звонимир (1075—1089) који је успоставио власт у целој Далмацији и обавезао се папи на службу и учествује у норманско – византијском рату (1081—1085) против византијског цара и Венеције, превозећи норманске јединице кроз Отрантска врата, у освајању Драча и поморским борбама уз обале Албаније и Грчке. Због тога Византија 1085. године преноси своје право Далмације на Венецију, које ће бити остварено тек након његове смрти. За његове владавине, феудални односи у Хрватској су унапређени. Као и у западним европским државама тог времена, и у Хрватској се уводе нови називи комес и барон за жупане и дворске достојанственике, а властелин за племиће. Хрватски престо је премештен у Книн, а и утицај цркве јача. Међутим стална борба за далматинске градове, али и унутрашњи сукоби за престо ослабили су средства и снагу државе, што је опет довело до повећаних потраживања од народа. Већи порез је узроковао отпор међу слободњацима и родовским племством. Народ је био незадовољан ратовањем за интересе папе изван земље, па је Звонимир на сабору код Книна 1089. године убијен.
Звонимира на престолу је наследио последњи Трпимировић, Стјепан II (1089—1091). На створене услове још за време Звонимира, Стјепан II није могао много утицати. Наиме, у Хрватској краљевини је избио унутрашњи сукоб ради наслеђа. Звонимирова удовица, краљица Јелена Лијепа се повукла у Славонију и уз пристанак далматинских градова позвала свог брата, угарског краља Ладислава, да заузме Хрватску, који је без отпора 1091. године овладао облашћу западно од Гвозда, а у свом походу према мору наишао само на неорганизовани отпор. Византијски цар Алексије Комнин, коме тај продор Мађара у Хрватску није одговарао, подстакао је своје савезнике, Кумане, да нападну Мађарску, на шта се Ладислав морао повући из Хрватске. У Хрватској је оставио свог нећака, Алмоша. Хрватско родовско племство је изабрало за краља Петра Свачића (1093—1097), који је протерао Алмоша из Хрватске и успео поновно накратко ујединити Хрватску. Након смрти угарског краља Ладислава, на угарски престо долази његов најстарији нећак Коломан, који после помирења с папом Урбаном II, 1097. године поновно креће на Хрватску. Коломан је упао преко Драве и поразио Хрвате у бици код Гвозда (Петрова гора), где је и краљ Петар, последњи народни владар, погинуо, а Коломан је продро до Биограда.
Након смрти Петра Свачића, Коломан се морао окренути рату против Руса и Кумана у Галицији 1099. године, што су искористили Хрвати и потиснули Мађаре из Хрватске. Коломан поново 1102. године прелази преко Драве и у Хрватској склапа нагодбу са 12 старешина хрватских племена (Pacta Conventa), који га бирају за краља Хрватске и Далмације у Биограду, чиме је Хрватска изгубила своју независност и ушла је у унију с Мађарском, при чему је ипак задржала нека обележја државности. Коломан се обавезао на одржавање хрватског Сабора и ослобођење од пореза и несметано поседовање већих земљишних поседа за хрватске властелине, али су хрватски владари изгубили своје бродове и морали су краљу на краљев позив да о свом трошку шаљу своје јединице. Пакта конвента се често спомиње у историјским изворима, а представља обичан фалсификат, што је доказала хрватска историчарка Нада Клаић у књизи „Пакта конвента или тобожњи уговор између племића дванаесторо племена и краља Коломана 1102.“. Доказано је да је Пакта конвента фалсификат из 14. века нађен на загребачком Каптолу. Експертиза рјечника и папира је то потврдила.
Забрана брака са даљим рођацима коју је наметнула римокатоличка црква наишла је на тешке критике и отпор у тадашњем хрватском друштву, што је довело и до раскола у хрватској цркви. Делегација коју је предводио брадати свештеник Вук састала се почетком 12. века са папом Хоноријем II, како би разговарали о тадашњим питањима, попут употребе словенског језика у црквеним обредима у Хрватској, што је папи и синоду представљало изразит проблем.

## Посавска кнежевина
Појава првог словенског кнеза датира крајем 8. века, кад су Франци, пошто су освојили Италију и покорили Карантанију и Баварску, почели рат с Аварима и уништили њихову превласт у Подунављу. Тада је кнез Војномир (796) напустио Аваре и прикључио се Францима, који су од тог подручја, између река Саве, Драве и Дунава, направили посебну управну област на челу с домаћим кнезом, али под надзором фурланског маркгрофа. Тада је и започето покрштавање Панонских Словена под надзором Аквилејске патријаршије.
Због освајања далматинских градова почетком 9. века Византија је заратила с Карлом Великим и тек са Ахенским миром (812. године), успела је да поврати далматинске градове и острва, док су Истра и копнени делови Далмације припале Карлу Великом. Тек након смрти Карла Великог 814. године, али и због насиља вршеног од стране Франака и мешања у унутрашњу управу кнежевина, народ Посавске кнежевине, под вођством кнеза Људевита Посавског, се 819. године побунио. Побуни су се прикључили и Словени Доње Паноније, северно од Драве. По налогу Франачког државног сабора, маркгроф Кадалох је упућен у Посавску кнежевину, где бива поражен, а кнезу Људевиту Посавском се придружују тимочки и алпски Словени. Када је маркгроф Балдерих напао алпске Словене, Људевит Посавски је покушао да им помогне, али је одбачен одмах негде с реке Драве. У међувремену је далматински кнез Борна (810—821) по захтеву Франака ушао у Посавску кнежевину где га је на реци Купи, код Сиска поразио Људевит, након чега је ушао у Кнежевину Хрватску. Борна је, покушавајући да избегне отворени сукоб, наставио да води борбу с Људевитом препадима, што је резултовало повлачењем Људевита из Кнежевине Хрватске, али и излазак те државе из сукоба.
Франци су 820. године почели јак напад на Људевита из три правца, опустошили и опљачкали подручје Посавске кнежевине. Како су се Људевит и народ повукли у шуме, Франци су поновили нападе 821. и 822. године, али без успеха. Тек када се Људевит са својим снагама повукао код српског кнеза у Далмацију у којој су Срби чинили већину становништва, освојена је цела Посавска кнежевина, која је све до краја 9. столећа остала послушна кнежевина. Бежећи испред Франака, Људевит је, прича франачки аналист, побегао Србима, „за који се народ казује да заузима велик део Далмације“. То је 822. године први сасвим несумњив помен српског имена у овим крајевима Балкана. „Далмација“, у коју је Људевит побегао, била је данашња Босна, која је, готово цела, припадала тој старој географској области. Према наводима хрватске историчарке Наде Клаић Људевит је највероватније отишао долином Уне у околину Срба. Срем и Источна Славонија су пале под власт Бугара (827—845), а потом под власт Доњопанонске маркгрофовије. Последњи панонски кнез, Браслав (896), погинуо је у борби против Мађара који су били населили средње Подунавље.